# Columna eruptiva

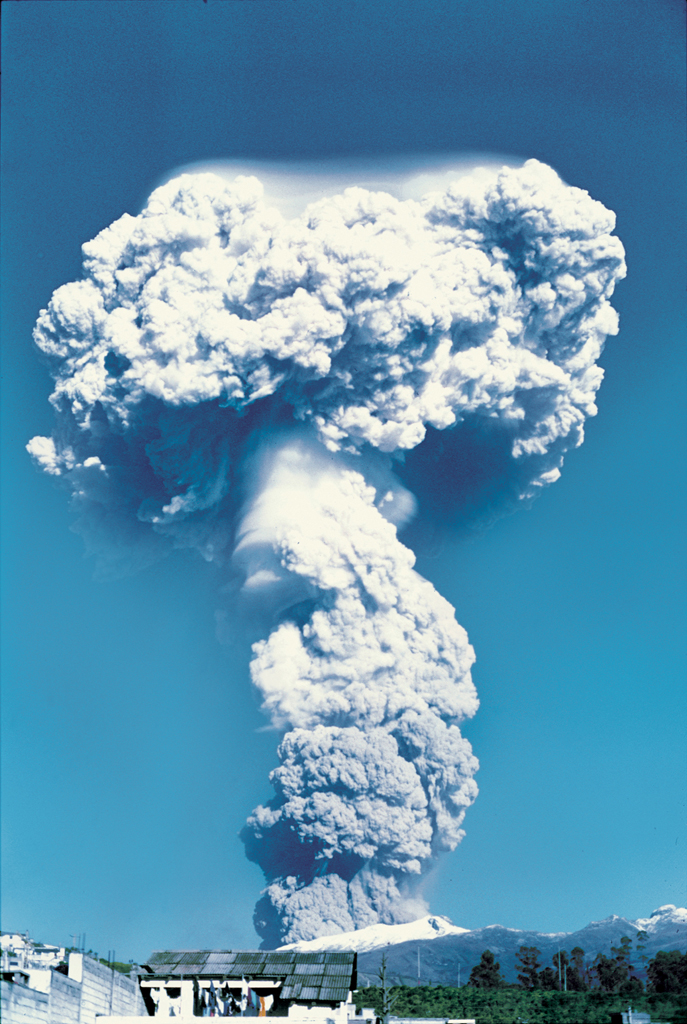
Erupción del volcán Guagua Pichincha (Quito, Ecuador) hacia finales de 1999.

La columna eruptiva es el chorro de gas que anuncia el comienzo de una erupción volcánica. Se trata de un chorro emitido a gran velocidad, de temperatura elevada y que alcanza una altura de entre 5 y 40 km. Las columnas eruptivas transportan fragmentos de roca denominados tefra o piroclastos, y cenizas, en ascenso diabático. Una vez formada, la columna puede colapsarse produciendo flujos piroclásticos que descienden por las barrancas y cañadas del volcán.
La altura de una columna eruptiva está determinada por la temperatura del material expelido y por la tasa de emisión del mismo.
Estructuralmente, una columna eruptiva está formada por una zona inferior de empuje por gases y de una zona superior convectiva. El ascenso de la columna es continuo por convección hasta que su densidad es igual a la de la atmósfera circundante, tras lo que sufre una expansión lateral; no obstante, debido a la inercia, también sigue ascendiendo y termina por formar una nube en forma de paraguas que ayuda a la dispersión de las tefras o piroclastos, aunque normalmente terminan por caer en un radio de unos 5 km. alrededor del volcán. Asimismo, los vientos actúan sobre las cenizas más finas y las transportan en la dirección en que soplan con una velocidad de acuerdo con su intensidad. Así se forma una nube de cenizas que puede desplazarse hasta miles de kilómetros.

## Formación
Las columnas eruptivas se forman tras explosiones volcánicas, cuando la alta concentración de materiales volátiles (por ejemplo vapor de agua y dióxido de carbono) en el magma que está surgiendo, hace que se interrumpa en cenizas volcánica finas y tefra. La ceniza y tefra son expulsados a velocidades de varios cientos de metros por segundo, y pueden subir rápidamente a alturas de varios kilómetros, elevadas por fuertes corrientes de convección.
Las columnas eruptivas pueden ser transitorias si están formadas por una sola explosión, o sostenidas si se producen por una erupción continua o una larga serie de explosiones seguidas con un intervalo muy pequeño.